# ASB Classic 2025 - Qualificazioni singolare femminile
Le qualificazioni del singolare dell'ASB Classic 2025 sono un torneo di tennis preliminare per accedere alla fase finale della manifestazione disputate il 28 e 29 dicembre 2024. Le vincitrici dell'ultimo turno sono entrate di diritto nel tabellone principale. In caso di ritiro di una o più giocatrici aventi diritto sono subentrate le Lucky loser, ossia le giocatrici che hanno perso nell'ultimo turno ma che avevano una classifica più alta rispetto alle altre partecipanti che avevano comunque perso nel turno finale.

## Teste di Serie
1. Ena Shibahara (primo turno)
2. Nao Hibino (qualificata)
3. Lucrezia Stefanini (qualificata)
4. Victoria Jiménez Kasintseva (qualificata)
5. Mai Hontama (ultimo turno, lucky loser)
6. Leyre Romero Gormaz (qualificata)

1. Laura Pigossi (primo turno)
2. Louisa Chirico (primo turno)
3. Jodie Burrage (ultimo turno, lucky loser)
4. Nuria Brancaccio (primo turno)
5. Séléna Janicijevic (ultimo turno)
6. Emina Bektas (ultimo turno)

## Qualificate
1. Lina Glushko
2. Nao Hibino
3. Lucrezia Stefanini

1. Victoria Jiménez Kasintseva
2. Anna-Lena Friedsam
3. Leyre Romero Gormaz

### Lucky loser
1. Mai Hontama

1. Jodie Burrage

## Tabellone

### Legenda
| - Q = Qualificato - WC = Wild card - LL = Lucky loser | - ALT = Alternate - SE = Special Exempt - PR = Protected Ranking | - w/o = Walkover - r = Ritirato - d = Squalificato |

### Sezione 1
|  | Primo turno | Primo turno    | Primo turno    | Primo turno | Primo turno |  |  | Secondo turno | Secondo turno | Secondo turno | Secondo turno | Secondo turno |  |
|  |             |                |                |             |             |  |  |               |               |               |               |               |  |
|  | 1           | Ena Shibahara  | Ena Shibahara  | 61          | 4           |  |  |               |               |               |               |               |  |
|  | WC          | Monique Barry  | Monique Barry  | 7           | 6           |  |  | WC            | Monique Barry | Monique Barry | 5             | 64            |  |
|  |             | Lina Glushko   | Lina Glushko   | 7           | 6           |  |  |               | Lina Glushko  | Lina Glushko  | 7             | 7             |  |
|  | 8           | Louisa Chirico | Louisa Chirico | 63          | 3           |  |  |               |               |               |               |               |  |

### Sezione 2
|  | Primo turno | Primo turno    | Primo turno    | Primo turno | Primo turno |  |  | Secondo turno | Secondo turno  | Secondo turno  | Secondo turno | Secondo turno |  |
|  |             |                |                |             |             |  |  |               |                |                |               |               |  |
|  | 2           | Nao Hibino     | Nao Hibino     | 6           | 6           |  |  |               |                |                |               |               |  |
|  | WC          | Elyse Tse      | Elyse Tse      | 4           | 2           |  |  | 2             | Nao Hibino     | Nao Hibino     | 6             | 6             |  |
|  |             | Sachia Vickery | Sachia Vickery | 6           | 6           |  |  |               | Sachia Vickery | Sachia Vickery | 4             | 2             |  |
|  | 7           | Laura Pigossi  | Laura Pigossi  | 2           | 3           |  |  |               |                |                |               |               |  |

### Sezione 3
|  | Primo turno | Primo turno        | Primo turno        | Primo turno | Primo turno |  |  | Secondo turno | Secondo turno      | Secondo turno      | Secondo turno | Secondo turno |  |
|  |             |                    |                    |             |             |  |  |               |                    |                    |               |               |  |
|  | 3           | Lucrezia Stefanini | Lucrezia Stefanini | 6           | 6           |  |  |               |                    |                    |               |               |  |
|  |             | Haruka Kaji        | Haruka Kaji        | 1           | 3           |  |  | 3             | Lucrezia Stefanini | Lucrezia Stefanini | 6             | 7             |  |
|  |             | Miriam Bulgaru     | 7                  | 3           | 4           |  |  | 12            | Emina Bektas       | Emina Bektas       | 3             | 5             |  |
|  | 12          | Emina Bektas       | 5                  | 6           | 6           |  |  |               |                    |                    |               |               |  |

### Sezione 4
|  | Primo turno | Primo turno                 | Primo turno                 | Primo turno | Primo turno |  |  | Secondo turno | Secondo turno               | Secondo turno               | Secondo turno | Secondo turno |  |
|  |             |                             |                             |             |             |  |  |               |                             |                             |               |               |  |
|  | 4           | Victoria Jiménez Kasintseva | Victoria Jiménez Kasintseva | 6           | 7           |  |  |               |                             |                             |               |               |  |
|  | WC          | Ana Konjuh                  | Ana Konjuh                  | 4           | 5           |  |  | 4             | Victoria Jiménez Kasintseva | Victoria Jiménez Kasintseva | 6             | 6             |  |
|  |             | Mariam Bolkvadze            | 6                           | 64          | 3           |  |  | 9             | Jodie Burrage               | Jodie Burrage               | 1             | 2             |  |
|  | 9           | Jodie Burrage               | 2                           | 7           | 6           |  |  |               |                             |                             |               |               |  |

### Sezione 5
|  | Primo turno | Primo turno               | Primo turno               | Primo turno | Primo turno |  |  | Secondo turno | Secondo turno      | Secondo turno | Secondo turno | Secondo turno |  |
|  |             |                           |                           |             |             |  |  |               |                    |               |               |               |  |
|  | 5           | Mai Hontama               | Mai Hontama               | 6           | 6           |  |  |               |                    |               |               |               |  |
|  |             | Irene Burillo Escorihuela | Irene Burillo Escorihuela | 1           | 2           |  |  | 5             | Mai Hontama        | 6             | 5             | 64            |  |
|  | PR          | Anna-Lena Friedsam        | 2                         | 6           | 6           |  |  | PR            | Anna-Lena Friedsam | 4             | 7             | 7             |  |
|  | 10          | Nuria Brancaccio          | 6                         | 2           | 3           |  |  |               |                    |               |               |               |  |

### Sezione 6
|  | Primo turno | Primo turno         | Primo turno | Primo turno | Primo turno |  |  | Secondo turno | Secondo turno       | Secondo turno       | Secondo turno | Secondo turno |  |
|  |             |                     |             |             |             |  |  |               |                     |                     |               |               |  |
|  | 6           | Leyre Romero Gormaz | 63          | 7           | 6           |  |  |               |                     |                     |               |               |  |
|  | WC          | Valentina Ivanov    | 7           | 63          | 4           |  |  | 6             | Leyre Romero Gormaz | Leyre Romero Gormaz | 6             | 6             |  |
|  |             | Katarina Zavac'ka   | 6           | 1           | 2           |  |  | 11            | Séléna Janicijevic  | Séléna Janicijevic  | 2             | 2             |  |
|  | 11          | Séléna Janicijevic  | 4           | 6           | 6           |  |  |               |                     |                     |               |               |  |